# ゲティスバーグ (ペンシルベニア州)
ゲティスバーグ（Gettysburg）は、アメリカ合衆国ペンシルベニア州の町（ボロ）。アダムズ郡の郡庁所在地である。人口は7,106人（2020年）。
南北戦争においてゲティスバーグの戦いが行われた。戦場跡においてリンカーン大統領が行ったゲティスバーグ演説は名演説として知られる。また1826年に設立されたアメリカ合衆国最古のルター派神学校や1832年設立のゲティスバーグ大学の所在地でもある。

## 歴史

### ゲティスバーグの戦い
1863年7月1日から3日まで、南北戦争中の最大の戦いの1つであるゲティスバーグの戦いが、町の近くの畑と高原を越えて勃発した。
ロバート・E・リー指揮下の北バージニア軍は、戦闘の初期段階で成功を収めたが、最終的にはジョージ・G・ミード指揮のポトマック軍に敗れた。リーはポトマック川を越えて撤退した。
死傷者は多く、南軍は27,000人、北軍は23,000人を超える。ゲティスバーグの住民は南軍の退却後、負傷者の世話をし、死者を葬った。兵士の遺体は、ゲティスバーグ国立墓地に埋葬された。1863年11月19日、エイブラハム・リンカーンはゲティスバーグ演説を行った。

## 地理
ゲティスバーグは、ヨークの西40キロメートルに位置している。メリーランド州境に近い。アメリカ合衆国道30号線が町内を通る。

### 気候
ゲティスバーグは、北はペンシルベニア州北部と中央部の湿潤大陸性気候と、南はメリーランド州中央部の温帯湿潤気候との間の移行地帯にある。ゲティスバーグで記録された最高気温は、1988年の104°F（40°C）、最低気温は1994年に記録された-25°F（-32℃）。
| ゲティスバーグの気候      | ゲティスバーグの気候 | ゲティスバーグの気候 | ゲティスバーグの気候 | ゲティスバーグの気候 | ゲティスバーグの気候 | ゲティスバーグの気候 | ゲティスバーグの気候 | ゲティスバーグの気候 | ゲティスバーグの気候 | ゲティスバーグの気候 | ゲティスバーグの気候 | ゲティスバーグの気候 | ゲティスバーグの気候 |
| 月                        | 1月                  | 2月                  | 3月                  | 4月                  | 5月                  | 6月                  | 7月                  | 8月                  | 9月                  | 10月                 | 11月                 | 12月                 | 年                   |
| ------------------------- | -------------------- | -------------------- | -------------------- | -------------------- | -------------------- | -------------------- | -------------------- | -------------------- | -------------------- | -------------------- | -------------------- | -------------------- | -------------------- |
| 最高気温記録 °C （°F）    | 22 (72)              | 26 (79)              | 31 (88)              | 34 (93)              | 34 (93)              | 37 (99)              | 40 (104)             | 40 (104)             | 37 (99)              | 33 (91)              | 28 (82)              | 26 (79)              | 40 (104)             |
| 平均最高気温 °C （°F）    | 4 (39)               | 6 (43)               | 11 (52)              | 18 (64)              | 23 (73)              | 28 (82)              | 30 (86)              | 29 (84)              | 25 (77)              | 19 (66)              | 13 (55)              | 6 (43)               | 17.7 (63.7)          |
| 平均最低気温 °C （°F）    | −6 (21)              | −5 (23)              | −1 (30)              | 4 (39)               | 9 (48)               | 14 (57)              | 17 (63)              | 16 (61)              | 12 (54)              | 5 (41)               | 1 (34)               | −4 (25)              | 5.2 (41.3)           |
| 最低気温記録 °C （°F）    | −32 (−26)            | −26 (−15)            | −18 (0)              | −9 (16)              | −3 (27)              | 2 (36)               | 6 (43)               | 2 (36)               | −1 (30)              | −7 (19)              | −11 (12)             | −21 (−6)             | −32 (−26)            |
| 降水量 mm （inch）        | 82 (3.23)            | 76 (2.99)            | 90 (3.54)            | 90 (3.54)            | 110 (4.33)           | 109 (4.29)           | 85 (3.35)            | 97 (3.82)            | 107 (4.21)           | 83 (3.27)            | 86 (3.39)            | 82 (3.23)            | 1,097 (43.19)        |
| 出典：The Weather Channel |                      |                      |                      |                      |                      |                      |                      |                      |                      |                      |                      |                      |                      |

## 住民
2010年の国勢調査の時点で、ゲティスバーグの人口は7,620人である。内訳は、非ヒスパニック系白人が79.6％、ヒスパニック系またはラテン系が10.9％、アフリカ系アメリカ人が5.4％、アジア系が1.9％、その他が2.2％であった。
人口の年齢構成を見ると、18歳未満は16.2%、18〜24歳は36.2％、25〜44歳は19.1％、45〜64歳は15.9％、65歳以上は12.5％だった。女性100人ごとに対して男性は88.1人。
男性の平均収入は30,341ドルで、女性は21,111ドル、一人当たりの収入は14,157ドルだった。家庭の約13.2％、人口の19.4％が貧困線以下で、17歳未満の24.0％と77歳以上の5.2％が含まれている。

## 行政

### 地方自治体
ゲティスバーグは、7人の地方議会議員が選出されるシティー・マネージャー制で運営されている。評議会の7名が区長を任命する。区は3つの選挙区に分かれており、評議会の2人のメンバーが各区から選出される。また、3つのすべての選挙区から全体的に1人選出される。評議会には、大学、条例、公共安全、公共事業、立法、人事、および財政を含む複数の委員会があったが、2016年に廃止され、毎月の評議会ワークショップに置き換えられ、評議会の7人のメンバー全員が出席し、議論する。警察署は自治体が運営している。

### 姉妹都市･提携都市
- ゲティスバーグ（アメリカ合衆国 サウスダコタ州 ポッター郡）
- レオン（ニカラグア共和国 レオン県）- 1987年
- サンメールエグリーズ（フランス共和国 ノルマンディー地方 マンシュ県）- 1993年
- モレリア（メキシコ合衆国 ミチョアカン州）- 2004年
- 関ケ原町（日本国 中部地方 岐阜県）- 2016年[8]

## 教育

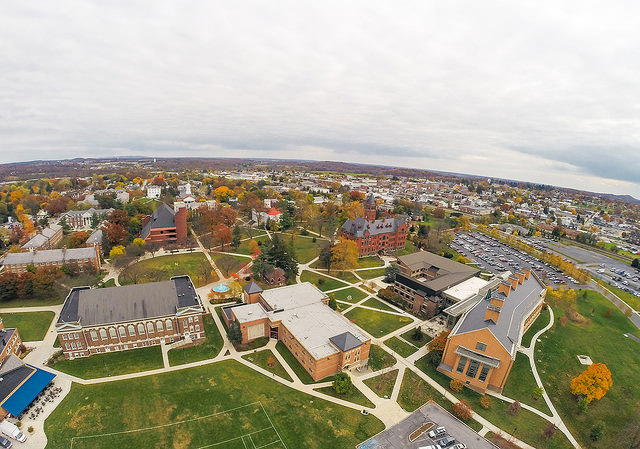
ゲティスバーグ大学

### 大学
- ゲティスバーグ大学

### 神学校
- ルター派神学校

## 交通

### 空港
小さな民間空港であるゲティスバーグ空港が、ゲティスバーグの4km西にある。

### 道路
ゲティスバーグからは多くの道路がハブ状に伸び、ボルチモア（61km）、ハリスバーグ（145km）、ヘイガーズタウン（48km）、ワシントンD.C.（145km）など多くの都市と直接つながっている。またチェンバーズバーグまで西に40km伸びるアメリカ合衆国道30号線（リンカーン・ハイウェイ）は、合衆国最古の高速道路である。

## 人物

### 出身者
- エディ・プランク（1875年生まれプロ野球選手）
- ブライアン・パトリック・クラーク（1952年生まれ俳優）

### ゆかりある人物
- エイブラハム・リンカーン（ゲティスバーグ演説を行った）
- ドワイト・D・アイゼンハワー（大統領引退後、ゲティスバーグ近郊に亡くなるまで住んでいた）